# Palle Kuling

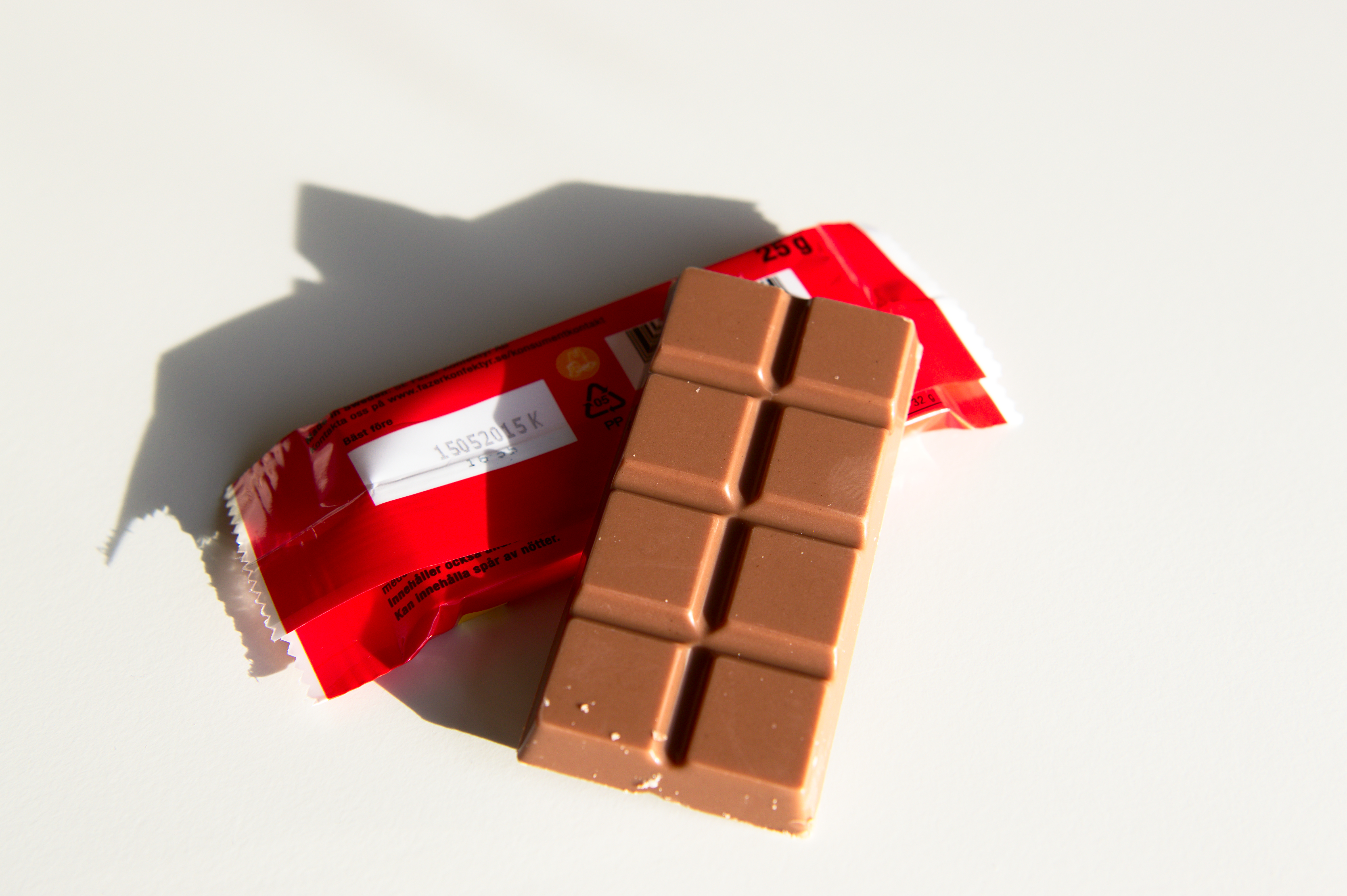
Palle kuling mjölkchoklad.

Palle Kuling är ett varumärke som säljs som godispåse, tablettask, lösgodis och choklad. Palle Kuling tillverkas av Fazer Konfektyr. Omslagsfiguren Palle Kuling föreställer en pelikan.

## De olika sorterna
- Palle Kuling ask, 23g
- Palle Kuling Jelly Beans lösvikt
- Palle Kuling Mjölkchoklad, 25g
- Palle Kuling Pärlor lösvikt